# 柳珊瑚盆腹喉盤魚
柳珊瑚盆腹喉盤魚（學名：Lecanogaster gorgoniphila），為輻鰭魚綱喉盤魚目喉盤魚科的其中一種，分布於東大西洋的聖多美及普林西比海域，深度17至34公尺，本魚體延長，前部平扁，後部側扁，體不被鱗，覆有粘液層，頭部側線發達，身體上側線不明顯，腹鰭喉位，與周圍的皮褶特化成一吸盤，吸盤中央有一個乳突，形成一個圓形斑塊，頭部和身體的顏色在生活中變化多端，通常背面呈紅白色，腹部呈玫瑰色，有8條鮮紅色橫帶和散佈的白色斑點，背鰭軟條4-5枚、臀鰭軟條3-4枚，體長可達2.7公分，屬底棲性魚類，棲息在有柳珊瑚生長的礁石區，生活習性不明。